# Loasa arnottiana
Loasa arnottiana là một loài thực vật có hoa trong họ Loasaceae. Loài này được Gay mô tả khoa học đầu tiên.